# كوكتن (مولديخت)
كوكتن هو دُوَّار يقع بجماعة تلات نيعقوب، إقليم الحوز، جهة مراكش آسفي في المملكة المغربية. ينتمي الدوّار لمشيخة مولديخت التي تضم 22 دوار. يقدر عدد سكانه بـ 42 نسمة حسب الإحصاء الرسمي للسكان والسكنى لسنة 2004.

## روابط خارجية
- البوابة الوطنية للجماعات الترابية نسخة محفوظة 12 مارس 2018 على موقع واي باك مشين.
- المندوبية السامية للتخطيط